# Município de Watertown (condado de Washington, Ohio)
O município de Watertown (em inglês: Watertown Township) é um município localizado no condado de Washington no estado estadounidense de Ohio. No ano de 2010 tinha uma população de 1.579 habitantes e uma densidade populacional de 16,72 pessoas por km².

## Geografia
O município de Watertown encontra-se localizado nas coordenadas 39° 28′ 20″ N, 81° 36′ 33″ O. Segundo a Departamento do Censo dos Estados Unidos, o município tem uma superfície total de 94.41 km², da qual 93,93 km² correspondem a terra firme e (0,51 %) 0,48 km² é água.

## Demografia
Segundo o censo de 2010, tinha 1.579 habitantes residindo no município de Watertown. A densidade populacional era de 16,72 hab./km². Dos 1.579 habitantes, o município de Watertown estava composto pelo 98,8 % brancos, o 0,25 % eram afroamericanos, o 0,06 % eram asiáticos, o 0,06 % eram insulares do Pacífico e o 0,82 % eram de uma mistura de raças. Do total da população o 0,19 % eram hispanos ou latinos de qualquer raça.